# 神宮敏男
神宮 敏男（じんぐう としお、1948年6月11日 - 不詳）は、昭和時代の日本のフェンシング選手。1970年代の日本のトップ選手として活躍した。群馬県出身。

## 略歴
専修大学卒業、佐田建設に入社した。その後保険会社に勤務。
全日本学生選手権優勝、全日本選手権優勝などの実績をあげ、1976年モントリオールオリンピックの日本代表に選出された。アジア競技大会優勝など、世界に誇る日本の名選手だった。体力的にも恵まれ、抜群の集中力を武器にしていた。
前橋フェンシングスクールを主宰し、1988年ソウルオリンピック代表の出野晴信を輩出した。